# Centrair Pégase C101
Dimensions
Le Centrair C101 Pégase est un planeur monoplace de classe standard, abondamment utilisé dans les clubs français, en raison de son origine française et de sa polyvalence (simplicité de pilotage, performance, sécurité). Il est également utilisé pour former les officiers pilotes de l'armée de l'air,.

## Historique
Le Centrair C101 Pégase a été conçu par Marc Ranjon et fabriqué par la société Centrair à partir de 1981. Il reprend dans sa conception le fuselage de l'ASW 20. Les ailes ont été conçues par l'ONERA qui détermina les meilleurs profils par calcul informatique de l'emplanture jusqu'au saumon, et qui étudia aussi des pennes optionnelles.
À partir de 1990, les pégases (dit « modèles 90 ») sont équipés d'un intérieur différent (manche plus court, tableau de bord moins volumineux notamment) et quelques modifications structurelles mineures qui ont également causé une augmentation de la masse à vide du planeur (environ 20 kg). La différence majeure consiste toutefois en l'adoption d'un branchement automatique des commandes de vol lors du montage du planeur.
Le Pégase bénéficia d'une politique de la Fédération française de vol à voile (FFVV) favorisant son achat par les clubs français. Par conséquent, de nombreux exemplaires volent en France, et un exemplaire dépasse même les 9000 heures (F-CEXV basé sur l'aérodrome de Challes les Eaux).[réf. nécessaire]

## Différentes versions
Le Pégase fut décliné en plusieurs versions :
- C101, version train fixe amorti[6] (parfois nommé T pour trainer) ;
- C101 P, version à train fixe amorti et pennes démontables[6] ;
- C101 A, version la plus fréquente, avec train rentrant, ballasts de 120 litres[6] (130 sur Pégase 90)[réf. souhaitée] ;
- C101 AP, version avec train rentrant et pennes démontables[6] ;
- C101 BC, version avec train rentrant, longeron carbone et ballasts de 160 litres.[réf. souhaitée]

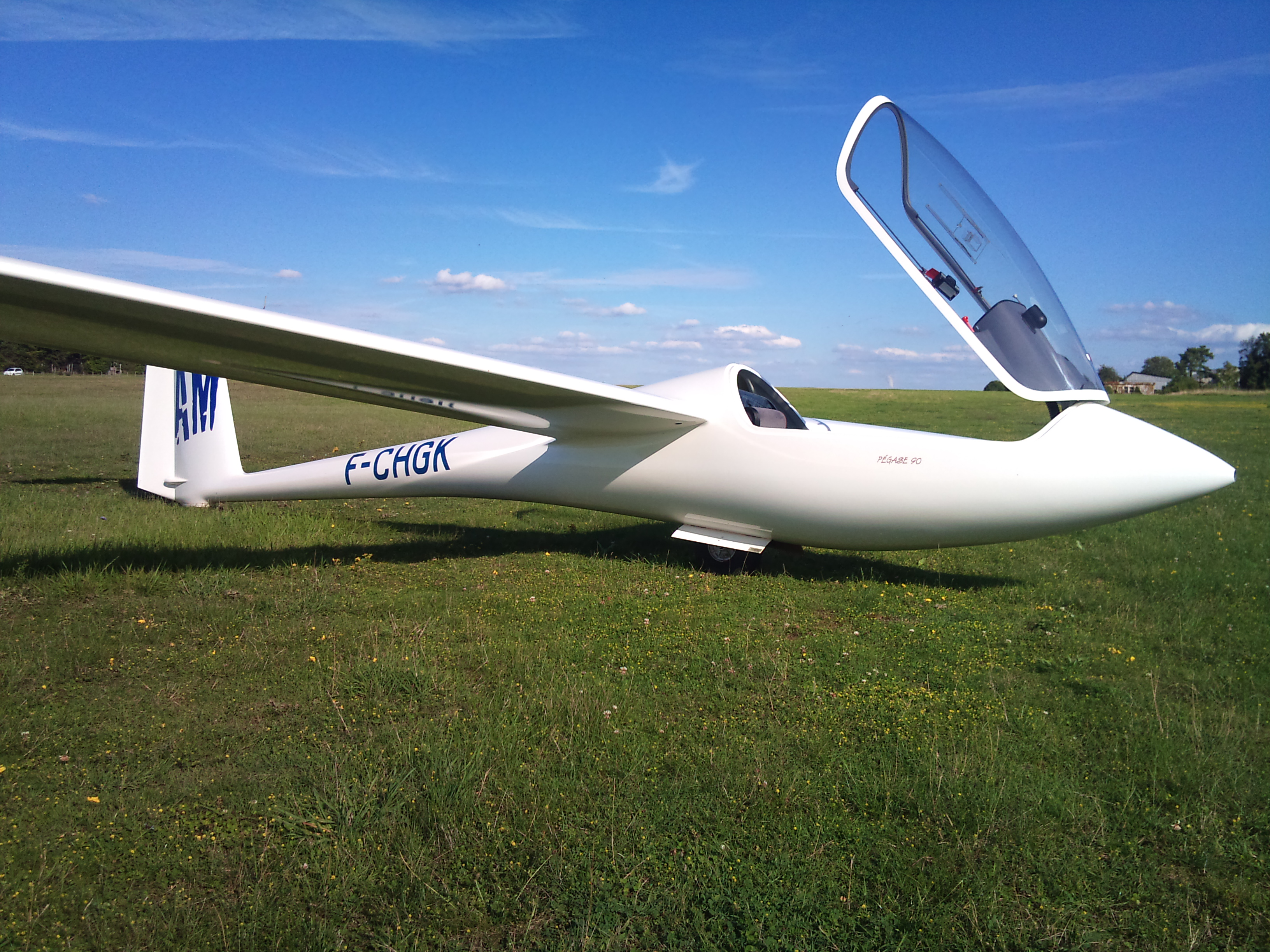
Planeur Pégase 90 101-A à Beynes
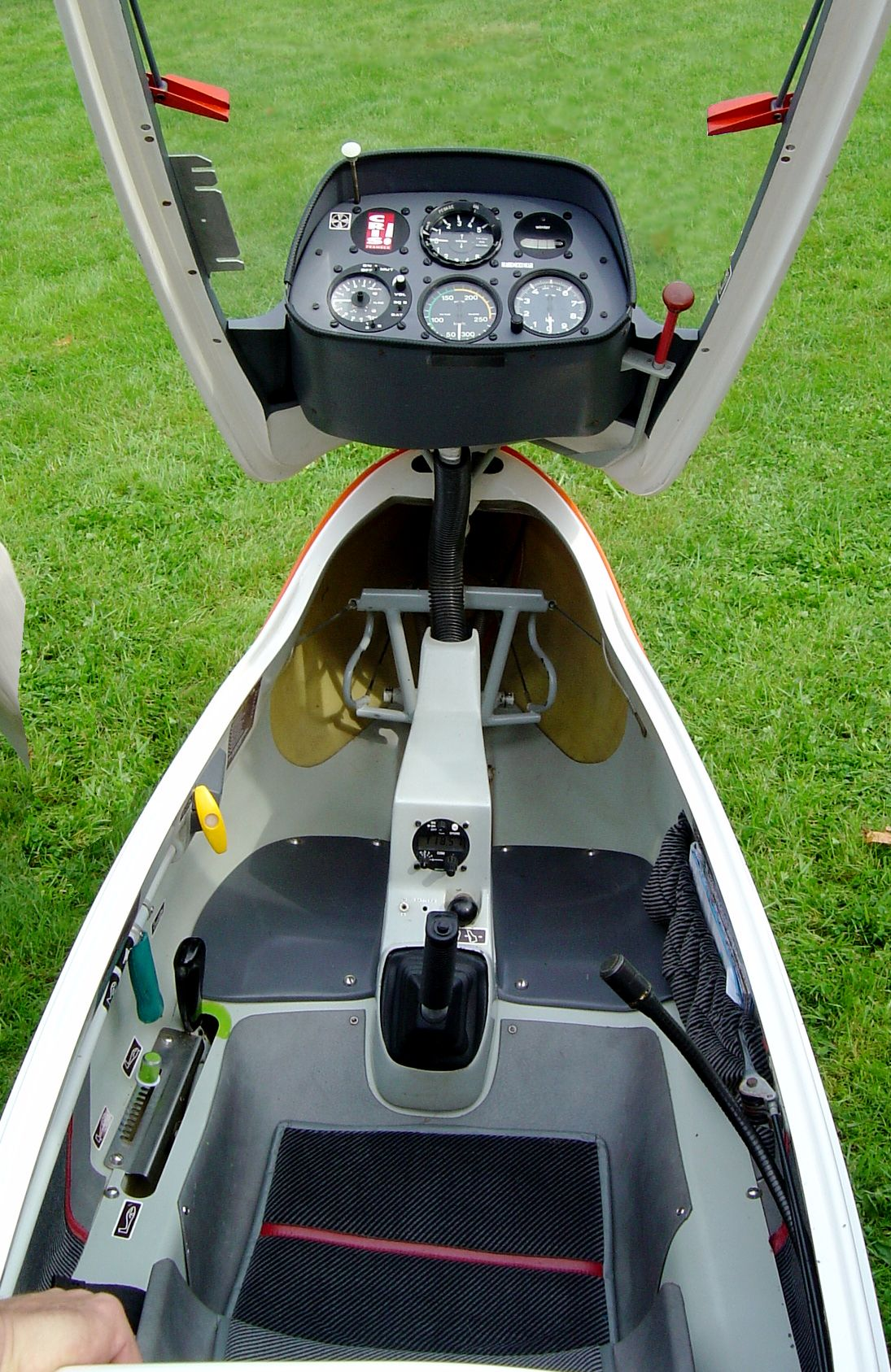
Intérieur d'une cabine de Pégase 90
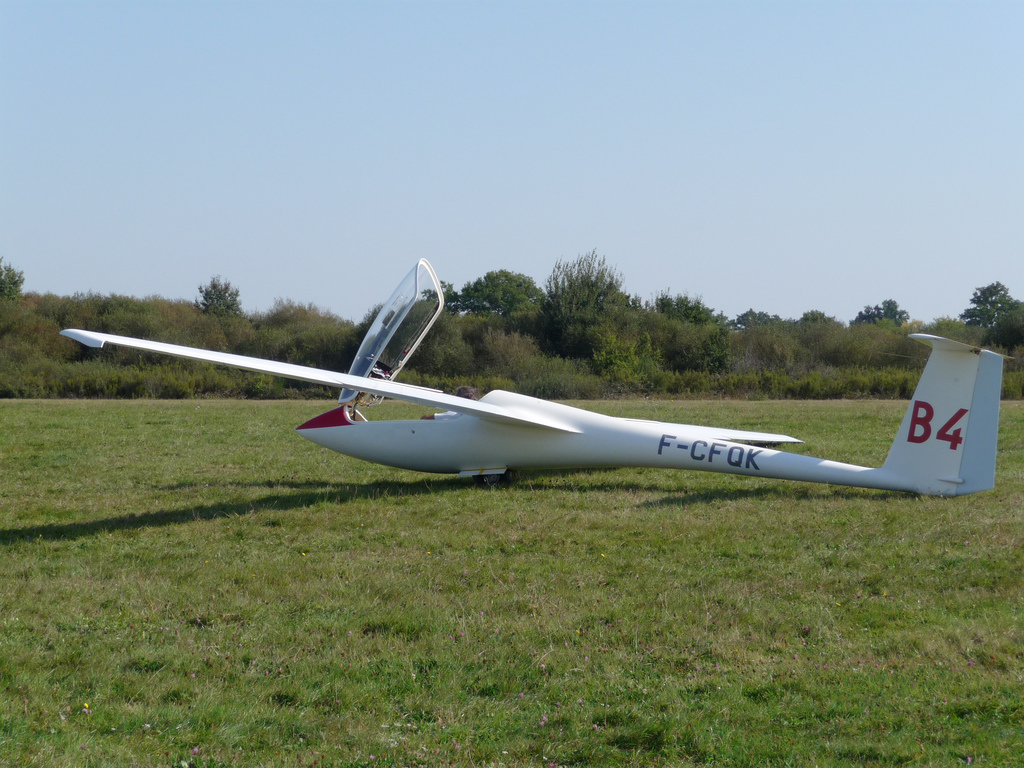
Un pégase C101 au sol
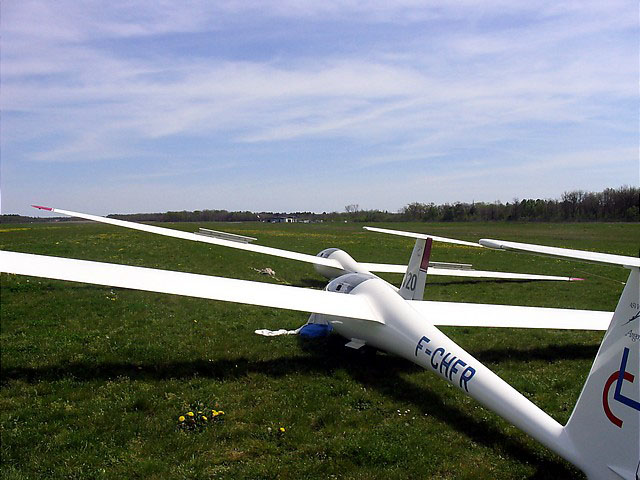
Un Pégase 90 au premier plan (au second plan, un LS4)
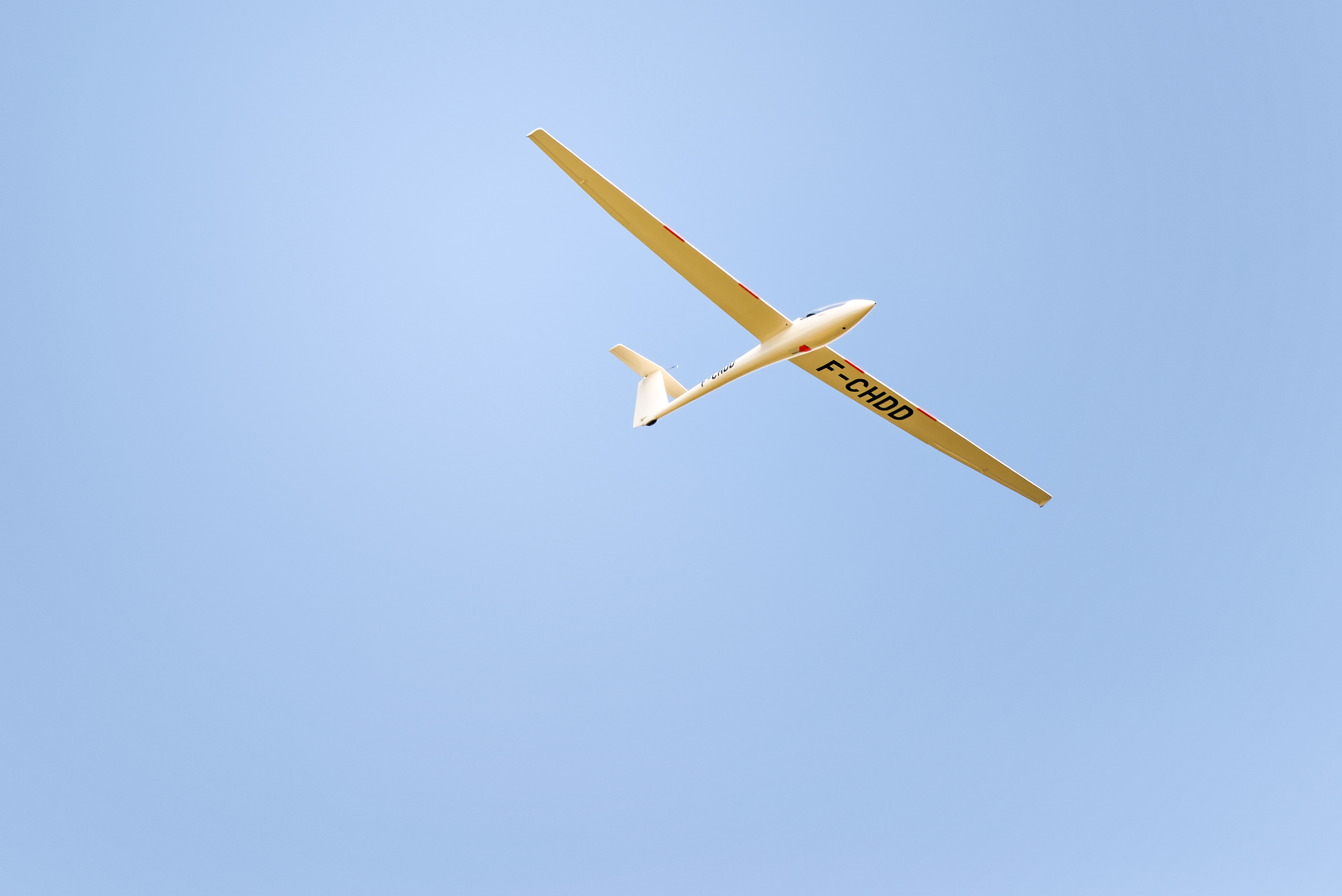
Planeur Pégase C101, en meting à Dijon-Darois

## Qualités
Sa structure est réalisée en stratifiée fibre de verre-résine époxy. La voilure a un profil laminaire évolutif et les aérofreins sortent uniquement à l'extrados. L'empennage est en forme de T. Par défaut, il dispose de ballasts dans la voilure.
Très répandu en France, ce planeur est largement apprécié pour une utilisation en club pour sa grande polyvalence : très facile d'utilisation et de comportement sain, c'est un planeur qui convient parfaitement aux débutants et aux pilotes performants. 
Par ailleurs, sa capacité à être ballasté et ses performances en font un planeur de performance apprécié, certes moins performant que ses concurrents de l'époque (Discus et LS4 par exemple), mais tout de même capable d'effectuer des performances importantes pour l'époque.

## Sources
- Simons M, Segelflugzeuge 1965-2000, Eqip, 2004
- Manuels de vols de planeurs Pégase